# デジタル人民元
デジタル人民元（デジタルじんみんげん、数字人民币、E-CNY）、別名: デジタル通貨電子決済（数字货币电子支付、英語: Digital Currency Electronic Payment、略号: DC/EP）は、中国人民銀行が発行する中央銀行デジタル通貨。
主にマネーサプライに適用され、指定事業者の参加のもとに運用・償還されるもので、紙幣や硬貨に相当するものである。

## 概要
2014年から開発が進められ、2020年10月9日より公開実験が行われた。これを皮切りに中国はデジタル人民元の試験運用を各都市に拡大し、主要国では初めて中銀デジタル通貨を普及させた。
2023年10月、デジタル人民元は、中国石油集団（CNPC）の子会社であるペトロチャイナによって国境を越えた原油決済で初めて使用された。2024年5月17日、香港金融管理局（HKMA）はデジタル人民元を香港住民に開放したと発表した。